# Карибские жабы
Карибские жабы (лат. Peltophryne) — род бесхвостых земноводных из семейства жаб. Включает 12 видов, которые населяют Большие Антильские острова (Куба, Исла-де-Ювентуд, Эспаньола, Пуэрто-Рико). На Кубе обитает 8 видов. На Эспаньоле есть три вида, и в Пуэрто-Рико и на Виргинских островах обитает ещё один.

## Внешний вид и строение
Самый мелкий вид карибских жаб Peltophryne cataulaciceps с длиной тела 3 см, а самый крупный Peltophryne peltocephala с длиной тела 17 см. Череп имеет ту же длину, что и ширину, содержит некоторые уникальные остеологические особенности (утолщенная дермальная ткань, покрывающая рыло и обычно окостенение пары носовых костей, и соединения чешуйчатой и верхнечелюстной кости). Считается, что эти признаки отличают карибских жаб от других представителей семейства.

## Таксономия
Род был описан Леопольдом Фицингером в 1843 году, но объявлен синонимом рода Bufo Альбертом Гюнтером в 1859 году. В последующих работах карибских жаб рассматривали в качестве отдельного рода, а также подрода или синонима Bufo. В настоящее время карибские жабы практически признаны отдельным родом на основе морфологических признаков и генетических данных, но они ещё могут иногда считаться подродом в роде Bufo.

## Угрозы и охрана
Международный союз охраны природы оценил состояние многих видов как «виды на грани исчезновения» (Peltophryne florentinoi, Peltophryne fluviatica и Peltophryne lemur) или «вымирающие виды» (Peltophryne cataulaciceps, Peltophryne fracta и Peltophryne longinasus). Единственная сохранившая природная популяция Peltophryne lemur пополнялась размноженными в неволе животными.

## Классификация
На февраль 2023 года в род включают 14 видов:
- Peltophryne armata Landestoy T., Turner, Marion, and Hedges, 2018
- Peltophryne cataulaciceps (Schwartz, 1959) — Западнокубинская жаба
- Peltophryne dunni (Barbour, 1926)
- Peltophryne empusa Cope, 1862 — Кубинская жаба
- Peltophryne florentinoi (Moreno & Rivalta, 2007)
- Peltophryne fluviatica (Schwartz, 1972) — Гаитийская жаба
- Peltophryne fracta (Schwartz, 1972)
- Peltophryne fustiger (Schwartz, 1960)
- Peltophryne guentheri (Cochran, 1941) — Жаба Гюнтера
- Peltophryne gundlachi (Ruibal, 1959) — Жаба-землекоп
- Peltophryne lemur Cope, 1869 — Жаба-лемур
- Peltophryne longinasus (Stejneger, 1905) — Длинноносая жаба
- Peltophryne peltocephala (Tschudi, 1838) — Карибская жаба
- Peltophryne taladai (Schwartz, 1960) — Антильская жаба